# Орлов, Яков Никифорович
Яков Никифорович Орлов (1917—2009) — майор Советской Армии, участник Великой Отечественной войны, Герой Советского Союза (1945).

## Биография
Яков Орлов родился 25 ноября 1917 года в деревне Нестеровка (ныне — Карасукский район Новосибирской области). После окончания семи классов школы работал матросом, каменщиком. Позднее окончил горнопромышленный техникум, работал электрослесарем. Занимался в аэроклубе. В 1940 году Орлов был призван на службу в Рабоче-крестьянскую Красную Армию. В 1942 году он окончил Тамбовскую военную авиационную школу пилотов. С августа 1943 года — на фронтах Великой Отечественной войны.
К ноябрю 1944 года старший лейтенант Яков Орлов командовал звеном 11-го отдельного разведывательного авиаполка 3-й воздушной армии 1-го Прибалтийского фронта. К тому времени он совершил 154 боевых вылета на воздушную разведку и аэрофотосъёмку скоплений боевой техники и живой силы противника, неоднократно бывал подбит, попадал под обстрелы зенитной артиллерии и истребителей.
Указом Президиума Верховного Совета СССР от 23 февраля 1945 года за «образцовое выполнение боевых заданий командования на фронте борьбы с немецкими захватчиками и проявленные при этом мужество и героизм» старший лейтенант Яков Орлов был удостоен высокого звания Героя Советского Союза с вручением ордена Ленина и медали «Золотая Звезда».
После окончания войны Орлов продолжил службу в Советской Армии. В 1952 году он окончил Высшие лётно-тактические курсы. В 1957 году в звании майора Орлов был уволен в запас. Проживал и работал в Тамбове. Активно занимался общественной деятельностью. 
Умер 8 июня 2009 года, похоронен на Воздвиженском кладбище (Тамбов).
Почётный гражданин Тамбова. Был также награждён двумя орденами Красного Знамени, двумя орденами Отечественной войны 1-й степени, орденом Красной Звезды и рядом медалей.